# Herb Opatowca
Herb Opatowca – jeden z symboli miasta Opatowiec i gminy Opatowiec w postaci herbu.

## Wygląd i symbolika
Herb przedstawia w polu złotym postać Św. Jakuba Większego w szacie i kapeluszu błękitnym, wspartego prawicą o laskę pielgrzymią srebrną, w lewicy przyciśniętej do piersi trzymającego takąż muszlę; ręce i twarz cieliste, włosy i broda srebrne.
Święty Jakub Większy jest patronem miejscowego kościoła parafialnego, wzniesionego pod koniec XV w. na miejscu starszej świątyni.

## Historia

### Okres staropolski
Opatowiec posiadał prawa miejskie w latach 1271-1869. Miasto pieczętowało się herbem, którego godło zachowało się na trzech pieczęciach. Najstarsza pieczęć, radziecka, sprawiona została w XVI wieku. Pieczęć o średnicy 23 mm, z legendą SIGILLUM DOMINORUM CONSULUM OPATOWVC (pol.: Pieczęć Panów Rajców Opatowca). Pieczęci użyto na dokumentach datowanych na 1633 rok. Druga chronologicznie pieczęć, wójtowska, była owalna, o wymiarach 40×29 mm. Zawierała napis SIGILLUM ADVOCATIALE OPPIDI OPATOWECENSIS 1644. 1644 to rok wykonania, jednakże odcisk tej pieczęci widnieje dopiero na dokumencie z 1778. Ostatnia pieczęć Opatowca była radziecka. Pieczęć okrągła o średnicy 31 mm, z legendą SIGILLUM CONSULA[RE OPPIDI OPATOVECENSIS]. Pieczęć ta wykonana była zapewne XVIII w. i zastępowała zużytą najpewniej już pieczęć rady z XVI w. Pieczęć ta znana jest z dokumentu wystawionego przez władze miejskie Opatowca w 1774 r.

### Czasy rozbiorowe

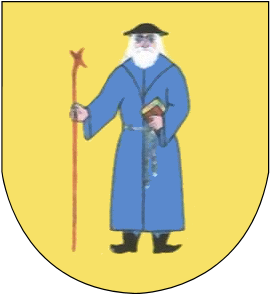
Herb w latach 2000–2014

Herbu miejskiego Opatowca nie zatwierdziły oficjalnie władze rozbiorowe ani austriackie od 1772 r. ani rosyjskie po 1795 r. W roku 1847, w ramach akcji projektowania nowych herbów dla miast Królestwa Polskiego stworzono projekt herbu dla Opatowca, który zrywał z dotychczasową symboliką. Przedstawiać miał w polu błękitnym wieżę, nad którą półksiężyc. Projekt ten, jak i inne zaprojektowane w tym czasie, nie wszedł w życie. Opatowiec utracił prawa miejskie w 1869 i kwestia herbu została zapomniana.

### Czasy najnowsze
Powojenne publikacje heraldyczne pomijały herb Opatowca. Dopiero w roku 2000 zaprojektowano na potrzeby gminy herb, odwołujący się do pieczęci miejskich Opatowca. W roku 2012 rozpoczęto starania o zatwierdzenie tego herbu przez Komisję Heraldyczną. Ostatecznie, po nowym opracowaniu plastycznym, herb dawnego miasta Opatowca został zatwierdzony jako herb gminy Opatowiec uchwałą Komisji Heraldycznej z 5 marca 2014. Nowe opracowanie plastyczne stworzył Lech-Tadeusz Karczewski, na podstawie opracowania historycznego dr. Henryka Seroki. Nowe opracowanie herbu zostało przyjęte 30 kwietnia 2014 roku.